# Hexilcinamaldehid
L'hexilcinamaldehid (o aldehid hexilcinàmic) és un additiu comú a la indústria del perfum i la cosmètica com a substància aromàtica. Es troba de manera natural a l'oli essencial de camamilla.

## Síntesi
L’aldehid hexilcinàmic es produeix habitualment mitjançant una reacció de condensació aldòlica creuada entre l'octanal i el benzaldehid.

## Propietats
És un líquid clar a sòlid de groc pàl·lid a groc, gairebé insoluble en aigua però soluble en olis. El producte comercial sovint conté nivells baixos de 2,6-di-tert-butil-4-metoxifenol com a estabilitzador.

## Seguretat
Se sap que l’aldehid hexilcinàmic causa al·lèrgies per contacte en alguns individus, però la taxa d’incidència és baixa, amb proves que indiquen un 0,1% de les persones en són susceptibles.